# Хучитлан (муниципалитет)
Хучитла́н (исп. Juchitlán) — муниципалитет в Мексике, в штате Халиско, с административным центром в одноимённом посёлке. Численность населения, по данным переписи 2020 года, составила 5534 человека.

## Общие сведения
Название Juchitlán с языка науатль можно перевести как: место изобилия цветов.
Площадь муниципалитета равна 245,9 км², что составляет 0,3 % от общей площади штата, а наиболее высоко расположенное поселение Агуа-Эскондида находится на высоте 1571 метр.
Хучитлан граничит с другими муниципалитетами штата Халиско: на севере с Теколотланон, на востоке с Чикилистланом, на юге с Эхутлой, и на западе с Тенамастланом.

## Учреждение и состав
Муниципалитет был образован 13 марта 1837 году, по данным 2020 года в его состав входит 22 населённых пункта, самые крупные из которых:
| Код INEGI                  | Населённый пункт                                                                    | Численность населения (2005 год) | Численность населения (2010 год) | Численность населения (2020 год) |
| -------------------------- | ----------------------------------------------------------------------------------- | -------------------------------- | -------------------------------- | -------------------------------- |
| 052                        | Всего                                                                               | 5285                             | 5515                             | 5534                             |
| 0001                       | Хучитлан (исп. Juchitlán) 20°05′02″ с. ш. 104°05′46″ з. д. (административный центр) | 3403                             | 3468                             | 3528                             |
| 0014                       | Лос-Гуахес (исп. Los Guajes) 20°05′07″ с. ш. 104°01′28″ з. д.                       | 630                              | 705                              | 661                              |
| 0012                       | Лос-Корралес (исп. Los Corrales) 20°05′42″ с. ш. 104°04′38″ з. д.                   | 345                              | 326                              | 415                              |
| 0033                       | Санта-Мария (исп. Santa María) 20°07′28″ с. ш. 104°03′29″ з. д.                     | 220                              | 234                              | 204                              |
| 0005                       | Агуа-Эскондида (исп. Agua Escondida) 20°06′18″ с. ш. 103°59′20″ з. д.               | 179                              | 191                              | 203                              |
| 0032                       | Ранчо-Вьехо (исп. Rancho Viejo) 20°02′04″ с. ш. 104°01′03″ з. д.                    | 60                               | 108                              | 105                              |
| 0035                       | Ла-Тинаха (исп. La Tinaja) 20°02′57″ с. ш. 104°02′11″ з. д.                         | 141                              | 132                              | 100                              |
| —                          | Прочие                                                                              | 304                              | 351                              | 318                              |
| Названия на карте Генштаба |                                                                                     |                                  |                                  |                                  |

## Природные ресурсы
Муниципалитет располагает следующими ресурсами:
- 18 668 гектар леса, преимущественно состоящие из дубов и сосен;
- минеральные — месторождения золота, серебра, меди, мрамора и известняка.

## Экономическая деятельность
По статистическим данным 2000 года, работоспособное население занято по секторам экономики в следующих пропорциях:
- сельское хозяйство, животноводство и рыбная ловля — 37,2 %;
- промышленность и строительство — 27,5 %;
- торговля, сферы услуг и туризма — 33,1 %;
- безработные — 2,2 %.

## Инфраструктура
По статистическим данным 2020 года, инфраструктура развита следующим образом:
- электрификация: 99,4 %;
- водоснабжение: 92,6 %;
- водоотведение: 98,1 %.